# Thyholm Pastorat
Thyholm Pastorat er et pastorat i Struer Provsti, Viborg Stift med de fem sogne:
- Hvidbjerg Sogn
- Jegindø Sogn
- Lyngs Sogn
- Odby Sogn
- Søndbjerg Sogn

I pastoratet er der fem kirker
- Hvidbjerg Kirke
- Jegindø Kirke
- Lyngs Kirke
- Odby Kirke
- Søndbjerg Kirke